# Lustisaari
Lustisaari är en ö i Finland. Den ligger i Kyro älv och i kommunen Vasa i den ekonomiska regionen  Vasa  och landskapet Österbotten, i den sydvästra delen av landet, 400 km nordväst om huvudstaden Helsingfors. Öns area är 0,3 hektar och dess största längd är 130 meter i sydöst-nordvästlig riktning.